# ГЕС Тіллері
ГЕС Тіллері – гідроелектростанція у штаті Північна Кароліна (Сполучені Штати Америки). Знаходячись між ГЕС Фолс (31 МВт, вище по течії) та ГЕС Blewett Falls (24,6 МВт), входить до складу каскаду на річці Пі-Ді (в верхній течії Ядкин), яка дренує східний схил Аппалачів та біля Джорджтауна впадає у затоку Віньяо (Атлантичний океану).
В межах проекту річку перекрили комбінованою греблею висотою 30 метрів (від підошви фундаменту, висота від тальвегу – 25 метрів), яка включає бетонну ділянку довжиною 472 метри та прилягаючу до неї праворуч земляну частину довжиною 366 метрів. Ця споруда утримує витягнуте по долині річки на 24 км водосховище з площею поверхні 21,3 км2 та об’ємом 206 млн м3 (корисний об’єм 104 млн м3), в якому припустиме коливання рівня у операційному режимі в діапазоні 6,7 метра.
Пригреблевий машинний зал у 1928 році обладнали трьома турбінами типу Френсіс – двома потужністю по 22 МВт та однією з показником 18 МВт. В 1962-му їх доповнили однією пропелерною турбіною потужністю 22 МВт. Зазначене обладнання використовує напір у 22 метри.